# Julien Loy
Julien Loy (* 1. Februar 1976) ist ein ehemaliger französischer Triathlet, Duathlet und zweifacher Triathlon-Weltmeister (2007, 2008).

## Werdegang
2007 wurde Julien Loy Weltmeister auf der Triathlon-Langdistanz (3 km Schwimmen, 80 km Radfahren und 20 km Laufen). 2008 konnte er diesen Titel auf der Langdistanz nochmals erfolgreich verteidigen.
Im August 2011 wurde er Zweiter beim Embrunman. Dieses Rennen in den französischen Alpen gilt als eines der schwierigsten Rennen auf der Triathlon-Langdistanz. 
Seit 2011 tritt Julien Loy nicht mehr international in Erscheinung.

## Sportliche Erfolge
| Datum/Jahr    | Rang | Wettbewerb                                      | Austragungsort  | Zeit     | Bemerkung                                                                          |
| ------------- | ---- | ----------------------------------------------- | --------------- | -------- | ---------------------------------------------------------------------------------- |
| 5. Nov. 2011  | 11   | ITU Triathlon Long Distance World Championships | Henderson       | 05:19:54 | Weltmeisterschaft auf der Langdistanz                                              |
| 25. Sep. 2011 | 3    | Ironman 70.3 Pays d'Aix France                  | Aix-en-Provence | 03:51:04 |                                                                                    |
| 15. Aug. 2011 | 2    | Embrunman                                       | Embrun          | 09:37:55 | [ 1 ]                                                                              |
| 3. Aug. 2011  | 2    | Triathlon EDF Alpe d’Huez                       | Alpe d’Huez     |          | Zweiter hinter dem Briten Tim Don                                                  |
| 25. Okt. 2009 | 8    | ITU Triathlon Long Distance World Championships | Perth           | 03:54:40 | Weltmeisterschaft                                                                  |
| 27. Juli 2008 | 1    | Triathlon EDF Alpe d’Huez                       | Alpe d’Huez     |          | Sieger auf der Sprintdistanz                                                       |
| 30. Aug. 2008 | 1    | ITU Triathlon Long Distance World Championships | Almere          | 05:43:22 | Weltmeister auf der Langdistanz                                                    |
| 29. Juli 2007 | 1    | Triathlon EDF Alpe d’Huez                       | Alpe d’Huez     |          | Sieger auf der Sprintdistanz                                                       |
| 15. Juli 2007 | 1    | ITU Triathlon Long Distance World Championships | Lorient         | 03:30:11 | Weltmeister auf der Langdistanz (3 km Schwimmen, 80 km Radfahren und 20 km Laufen) |
| 19. Nov. 2006 | 4    | ITU Triathlon Long Distance World Championships | Canberra        | 06:02:46 |                                                                                    |
| 6. Aug. 2005  | 5    | ITU Triathlon Long Distance World Championships | Fredericia      | 05:43:35 |                                                                                    |
| 26. Sep. 2004 | 1    | Triathlon International de Nice                 | Nizza           |          |                                                                                    |
| 3. Juli 2004  | 6    | ITU Triathlon Long Distance World Championships | Säter           | 05:55:23 |                                                                                    |

| Datum/Jahr    | Rang | Wettbewerb             | Austragungsort | Zeit | Bemerkung |
| ------------- | ---- | ---------------------- | -------------- | ---- | --------- |
| 18. Apr. 2011 | 1    | Duathlon d'Albertville | Albertville    |      |           |

(DNF – Did Not Finish)